# Matthew West
Matthew Joseph West (Downers Grove, 25 aprile 1977) è un cantante statunitense, interprete di musica cristiana contemporanea.
Tra i suoi brani più conosciuti vi sono More, You Are Everything, The Motions e Give This Christmas Away (feat. Amy Grant).

## Discografia
Album studio
- 2003 - Happy
- 2005 - History
- 2008 - Something to Say
- 2010 - The Story of Your Life
- 2011 - The Heart of Christmas (album natalizio)
- 2012 - Into the Light
- 2015 - Live Forever
- 2017 - All In